# Elliott Huitrón
Ivanne Elliott Huitrón Álvarez (Monterrey, Nuevo León, México, 7 de marzo de 1983) es un ex futbolista mexicano que se desempeñaba en las demarcaciones de defensa central o lateral. Es canterano del Rayados de Monterrey de la Liga MX.

## Trayectoria
Defensor de la cantera de Club de Fútbol Monterrey que recibe la confianza de Daniel Passarella para debutar con el primer equipo en el Clausura 2003. 
Es un jugador constante en el sistema rayado y sale campeón en su temporada de debut. Posteriormente se ha ido consolidando como un jugador con regularidad y con buenas actuaciones.
Después alterno partidos en el club filial el Rayados A y Cobras de Ciudad Juárez de primera a, para después ser fichado por Club Tijuana en el apertura 2010 y después pasar a Club de Fútbol Indios donde se quedó sin club. Allí fue donde anunció su retiro.

## Clubes
| Club                     | País   | Año         | Partidos | Goles |
| ------------------------ | ------ | ----------- | -------- | ----- |
| Club de Fútbol Monterrey | México | 2003 - 2005 | 68       | 3     |
| Club de Fútbol Cobras    | México | 2005 - 2006 | 3        | 0     |
| Rayados A                | México | 2006 - 2008 | 33       | 0     |
| Club de Fútbol Monterrey | México | 2008 - 2009 | 4        | 0     |
| Club Tijuana             | México | 2009        | 30       | 0     |
| Club de Fútbol Indios    | México | 2010 - 2011 | 20       | 0     |

## Estadísticas

### Resumen estadístico
| Competencia                | Partidos | Goles |
| -------------------------- | -------- | ----- |
| Primera División de México | 80       | 3     |
| Liga de Ascenso de México  | 80       | 0     |
| Partidos internacionales   | 4        | 0     |
| Total                      | 164      | 3     |

## Palmarés

### Campeonatos nacionales
| Título          | Club      | País   | Año  |
| --------------- | --------- | ------ | ---- |
| Torneo Clausura | Monterrey | México | 2003 |